# Louis Ier de Bavière (1424-1489)
Pour les articles homonymes, voir Louis Ier.
 (mars 2020).
Si vous disposez d'ouvrages ou d'articles de référence ou si vous connaissez des sites web de qualité traitant du thème abordé ici, merci de compléter l'article en donnant les références utiles à sa vérifiabilité et en les liant à la section « Notes et références ».
Louis Ier de Bavière, dit « le Noir » en allemand « der Schwarze » né en 1424, décédé le 19 juillet 1489. Il fut duc palatin du Palatinat-Deux-Ponts et comte palatin de Veldenz de 1444 à 1489.

## Biographie
Fils d'Étienne de Bavière et d'Anne de Veldenz. Louis Ier de Bavière épousa le 20 mars 1454 Jeanne de Croÿ, fille d'Antoine Ier de Croÿ, comte de Porcéan.
Douze enfants sont issus de cette union :
- Marguerite de Bavière (1456-1527), en 1470 elle épousa Philippe de Nassau (1450-1509), comte de Nassau-Idstein et fils de Jean de Nassau
- Gaspard de Bavière (1458-1527), en 1478 il épouse Amélie de Brandebourg
- Jeanne de Bavière (1459-1520) elle entra dans les ordres
- Anne de Bavière (1461-1520), elle entra également dans les ordres.
- Alexandre de Bavière, duc palatin des Deux-Ponts, il épouse Marguerite de Hohenlohe
- David de Bavière (1463-1478)
- Albert de Bavière (1464-1513)
- Catherine de Bavière (1465-1542), elle entra dans ordres et fut abbesse à l'abbaye Sainte-Agnès (de) de Trèves
- Philippe de Bavière (1467-1489)
- Jean de Bavière (1469-1513)
- Élisabeth de Bavière (1469-1500), en 1492 elle épousa Jean-Louis Ier de Nassau-Sarrebrück
- Sanson de Bavière (1474-1480)

Louis Ier de Bavière et ses descendants sont les membres de la dynastie des Wittelsbach-Deux-Ponts.
Louis Ier de Bavière dit « Le Noir » figure parmi les ascendants d'Élisabeth de Wittelsbach, des rois de Bavière, des ducs en Bavière. François-Joseph Ier d'Autriche est également par sa mère Sophie de Bavière un des descendants de Louis Ier de Bavière.